# ファンファンサッカー
FUNFUN SOCCER（ファンファン・サッカー）は埼玉県のラジオ局エフエムナックファイブ（NACK5）で毎週土曜早朝に放送されていたサッカーの番組である。

## 概要
- 一時EXCITING SATURDAYの箱番組になった時代もある。
- 大野勢太郎が担当し、さいたま市をホームタウンとする浦和レッドダイヤモンズ・大宮アルディージャの2チームの情報、選手・関係者らへのインタビュー、その他サッカーにまつわるエピソードを大野流に分析する。
- 日本サッカー協会の犬飼基昭会長へのインタビューコーナーがある。ここでの会長の発言がスポーツ紙の記事になることがある。